# Origenismo
El origenismo fue una doctrina cristiana rechazada en el Segundo Concilio de Constantinopla (553), que afirmaba la eternidad y preexistencia de las almas humanas, a diferencia de la doctrina católica, que dice que el alma es creada en el momento de la concepción biológica. Una de esas almas habría sido la de Cristo, en quien se encarnó el Verbo de Dios, con el objetivo de conseguir la salvación de los hombres. 
El origenismo fue difundido por el monje, escritor y místico del siglo IV Evagrio Póntico, quien se apoyó unilateralmente en pasajes del texto Perí Arjón, del erudito cristiano Orígenes, quien vivió un siglo antes. 
Los origenistas llegaron a afirmar que, por la naturaleza inmensamente bondadosa de Dios, no podía existir el infierno de fuego ni ningún otro castigo eterno, por lo que todos los seres, incluso el Demonio, tenían posibilidad de ser perdonados y alcanzar la salvación si se lo proponían. Aunque se dice que los origenistas sostenían la doctrina de la reencarnación, se sabe que Orígenes era contrario a ella y la rechazó explícitamente.